# 프랭크 로이드 라이트
프랭크 로이드 라이트(Frank Lloyd Wright, 1867년 6월 8일 ~ 1959년 4월 9일)는 미국의 근대 건축가이다. 매우 독특한 양식의 건축 설계로 전 세계적으로 영향을 미쳤다. 생전에도 매우 유명했으며, 오늘날까지도 미국의 가장 유명한 건축가로 남아 있다. 그의 다채로운 사생활은 많은 머릿기사가 되었으며, 특히 두 번의 이혼과 1914년 그의 탈리진 스튜디오에서 있었던 직원에 의한 방화살인 사건으로 유명하다.
미국 위스콘신주 리치랜드센터에서 태어난 라이트는 위스콘신 대학교 매디슨을 중퇴하고 시카고에서 1888년부터 1894년까지 아드라 설리번 사무소에 근무하였는데 1893년 시카고 만국박람회의 건축에서 동사무소의 치프 디자이너로서 참가하게 되었다. 1894년에 독립한 사무소를 개설하여 처음에는 개인 저택을 전담하였으나 20세기에 들어서는 대건축에 착수, <힐사이드 홈 학교>(1902), <라킨 비누회사의 빌딩 (Larkin Building)>(1904), <유니티 교회>(1906), <시티 내셔널 뱅크>(1909) 등의 작품을 세웠다.
이러한 활약을 통하여 루이스 설리번의 후계자로서 시카고 파를 지도하면서 미국 건축의 절충양식을 타파하는 데에 공헌하였다. 1911년 위스콘신에 자택 <탈리어센 이스트>과 1938년에는 애리조나에 <탈리어센 웨스트>을 세워 이 두 곳에서 제자와 기거를 함께 하면서 새 건축가의 양성에 힘썼다.
그동안 유럽과 일본을 여행하면서 특히 일본의 <데이코쿠 호텔>과 <자유학원>을 건축하였다. 1930년대의 저명한 작품에는 <존슨회사 사무소>, <카우프만 저택 (낙수장)>이 있고 제2차 세계대전 후에는 <구겐하임 미술관> 설계와 <존슨회사 연구소>와 <웨이파라의 교회> 등이 걸작으로 알려져 있으며, 1959년 애리조나주의 피닉스에서 사망하였다.

## 유년기
프랭크 로이드 라이트는 1867년 미국 위스콘신주 농촌 리치랜드 센터에서 프랭크 링컨 라이트(Frank Lincoln Wright)라는 이름으로 태어났다. 그의 아버지 윌리엄 캐리 라이트(William Cary Wright, 1825년 ~ 1904년)는 연설가, 음악 선생님, 목사였고 종종 변호사로 일했다. 윌리엄 라이트는 카운티 학교 교사였던 애나 로이드 존스(Anna Lloyd Jones, 1838년 혹은 1839년 ~ 1923년)를 만나 결혼했고, 다음 해에 리치랜드 카운티 장학사로 취업했다. 매사추세츠주 출신이었던 그는 원래 침례교 목사였지만, 이후 처가를 따라 유니테리언교로 개종했다. 애나 로이드 라이트는 웨일스에서 위스콘신주 스프링 그린으로 이민온 번창한 유니테리언 대가족인 로이드 존스 가문에서 태어났다. 한편, 애나 로이드 라이트의 형제 중 한명인 젠킨 로이드 존스는 미국 서부에 유니테리언 주의를 전파하는데 큰 역할을 했다. 프랭크 로이드 라이트의 두 부모는 의지가 강한 성격이었고, 그들의 독특한 관심사들은 프랭크 로이드 라이트에게 큰 영향을 주었다. 프랭크 로이드 라이트의 자서전에 따르면, 그의 어머니가 장남인 프랭크 로이드 라이트가 커서 아름다운 건물들을 지을 것이라고 예상했고, 이를 공언하고 다녔다고 한다. 그녀는 신문과 잡지에서 오려낸 영국 성당들의 판화로 아기방을 꾸며서 아직 신생아였던 아들이 야망을 갖도록 했다. 1870년 프랭크 로이드 라이트의 가족은 메사추세츠 주 웨이머스(Weymouth)로 이사하여, 윌리엄 라이트는 소수의 신도들의 목사로서 봉사했다.
애나 로이드 라이트는 1876년 필라델피아 만국 박람회에서 프리드리히 프뢰벨이 개발한 교육용 블럭을 보았다. 이 블럭은 프뢰벨의 혁신적인 유치원 교육 커리큘럼의 기반인 프뢰벨 선물세트였다. 교육자인 애나 로이드 라이트는 이 프로그램에 큰 관심을 갖고 한 세트를 가지고 돌아왔다. 프랭크 로이드 라이트는 오랜 시간동안 이 세트를 가지고 놀았다. 이 세트에 들어있는 다양한 기하학적 형태를 가지고 있는 블럭들을 조합하여 조립하면 수많은 3차원 물체를 만들 수 있었다. 그의 자서전을 통해 그는 이러한 놀이가 어떻게 그의 디자인에 영향을 주었는지 설명했다. "나는 몇년동안 그 작은 유치원 책상 앞에 앉아서 직육면체, 구, 삼각형을 가지고 놀았다. 이 매끈한 단풍나무 블럭들이 아직도 내 손 안에 있는 것 같다." 그의 건축물의 큰 특징은 기하학적인 명료함이다.
라이트 가족은 웨이머스에서 경제적 어려움을 겪고, 윌리엄 라이트가 취업하는데 큰 도움을 줄 수 있는 로이드 존스 가문이 있는 위스콘신주 스프링 그린으로 돌아갔다. 라이트 가족은 위스콘신주 매디슨에 정착하여 윌리엄 라이트는 음악 레슨을 하면서, 매디슨의 신생 유니테리언 단체의 비서로서 일했다. 윌리엄 라이트는 가정적인 아버지는 아니었지만 그의 자식들과 음악, 특히 요한 제바스티안 바흐의 작품에 대한 애정을 나누었다.
프랭크 로이드 라이트가 14살이 되자 그의 부모 사이가 멀어졌다. 애나 로이드 라이트는 윌리엄 라이트의 경제력에 불만을 가졌고, 그에게 가족을 떠나라고 요구했다. 애나 로이드 라이트가 신체적 애정이 없다는 이유로 윌리엄 라이트가 이혼 소송을 제기하고, 1885년 이혼 절차가 완료되었다. 그후 윌리엄 라이트는 위스콘신 주를 떠났고, 프랭크 로이드 라이트는 두 번 다시 그의 아버지를 보지 못했다고 한다. 이 시기에 프랭크 로이드 라이트는 그의 외가 로이드 존스 가문을 존경하는 의미에서 그의 중간 이름을 링컨에서 로이드로 바꿨다.

### 교육 (1885년 ~ 1887년)
프랭크 로이드 라이트는 매디슨 고등학교에 다녔다. 하지만, 그가 고등학교를 졸업했다는 자료는 남아있지 않다. 1886년 그는 위스콘신 대학교 매디슨에 입학 허가를 받았다. 그는 파이 델타 쎄타 사교클럽에 가입했다. 그는 두 학기 동안 파트 타임으로 수업을 들었고, 토목학 교수 앨런 D. 코노버(Allan D. Conover)와 함께 일했다. 그는 대학교를 중퇴했지만, 1955년 동 대학교로부터 명예 박사학위(Doctorate of Fine Arts)를 수여받았다.

## 초기 업적

### 실스비와 그 외 초기 경력 (1887년 ~ 1888년)

유니티 채플

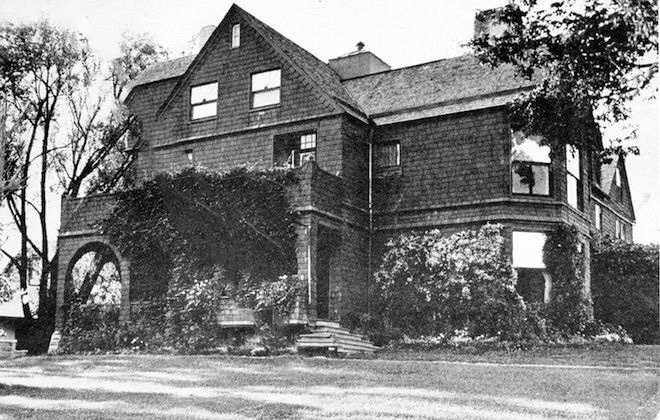
힐사이드 홈 스쿨 I

1887년 프랭크 로이드 라이트는 일자리를 찾아 일리노이주 시카고로 갔다. 1871년에 있던 시카고 대화재와 급격한 인구 증가로 인해 시카고에 수많은 재개발이 진행되고 있었다. 그의 시카고에 대한 첫 인상은 더러운 도시, 복잡한 거리, 실망스러운 건축물이었지만, 그는 시카고에서 일자리를 구하기로 결심한다. 그는 며칠만에 여러 유명 건축 사무소에서 면접을 치르고 조셉 라이먼 실스비(Joseph Lyman Silsbee, 1848년 ~ 1913년)의 건축 사무소에 제도공으로 들어갔다. 프랭크 로이드 라이트는 1886년 그의 가족이 발주한 위스콘신주 스프링 그린에 있는 유니티 채플을 건설할 때 실스비의 제도공 및 공사 감리관으로서 같이 일한 적이 있었다. 라이트는 실스비의 회사에서 그의 가족이 발주한 두 개의 프로젝트에 참여했는데, 하나는 시카고에 있는 그의 삼촌 젠킨 로이드 존스의 모든 영혼의 교회(All Souls Church)이고, 다른 하나는 스프링 그린에 있던 두 이모의 힐사이드 홈 스쿨 I이다. 1887년 실스비의 다른 제도공으로 세실 커윈(Cecil Corwin), 조지 W. 매허(George W. Maher), 조지 G. 엘름슬리(George G. Elmslie)가 있었다. 라이트는 곧 커윈과 친구가 되었고, 라이트가 자신의 주택을 건설할 때까지 커윈과 같이 산다.
라이트는 실스비로부터 주급 8달러의 임금을 받고 일했는데, 그는 이 임금이 자신의 업무 성과에 비해 적다고 느꼈다. 그는 실스비의 건축 사무소에서 퇴직하고, 비어스(Beers), 클레이(Clay), 더튼(Dutton)의 건축 사무소에 디자이너로 취직한다. 하지만 곧 그는 혼자서 건축 디자인을 하기에 능력이 부족하다는 것을 깨닳았고, 실스비의 건축 사무소로 돌아간다. 이 때 실스비로부터 임금을 인상받았다. 실스비는 주로 빅토리아 시대 건축 양식과 복고주의 건축 양식을 선호했지만, 라이트는 그 시대의 브루탈리즘보다 "고풍스러운 그림 같은 건축"을 선호했다. 라이트는 좀 더 진보적인 건축을 지향했다.

### 애들러와 설리번 (1888년 ~ 1893년)
라이트는 시카고에 있는 댄크마 애들러와 루이스 설리번의 건축 사무소에서 오디토리움 빌딩의 인테리어 디자인을 마무리할 사람을 찾는다는 소식을 듣는다. 라이트는 그가 루이스 설리번(Louis Sullivan)의 장식 디자인에 버금가는 인상주의자임을 입증했고, 두 번의 짧은 면접 끝에 설리번의 견습생이 된다. 라이트는 설리번의 다른 견습생들과 잘 지내지 못했다. 라이트는 견습 기간 초반 몇 년 동안 다른 견습생들과의 격한 논쟁이 여러 차례 있었다고 말했다. 이런 일에 있어서 설리번은 그의 견습생들에게 거의 관심을 보이지 않았다. 그럼에도 불구하고 설리번은 라이트를 그의 날개로 감싸고 라이트에게 디자인의 많은 부분을 맡겼다. 라이트는 후에 설리번을 존경하는 선생님이란 의미의 독일어 "리버 마이스터(Lieber Meister)"라고 불렀다. 그리고 라이트는 현장 감독 폴 뮬러(Paul Mueller)와 유대감을 형성하고, 그에게 1903년부터 1923년 사이에 자신의 여러 공공 건축물과 상업 건축물의 현장 감독을 맡겼다.

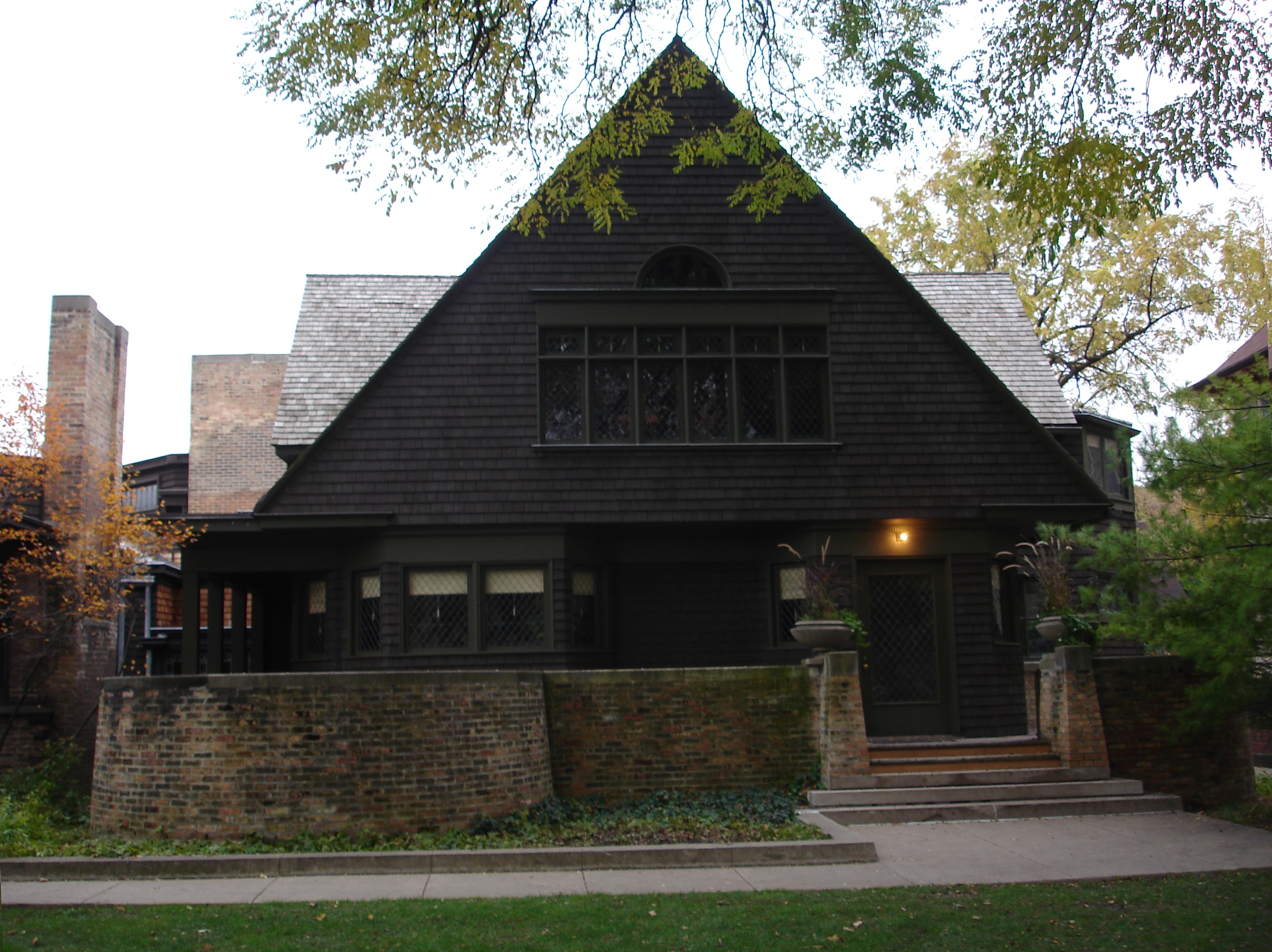
일리노이주 오크 파크에 있는 프랭크 로이드 라이트 주택 및 작업실

1889년 6월 1일, 라이트는 그의 첫 번째 부인 캐서린 리 "키티" 토빈(Catherine Lee "Kitty" Tobin, 1871년 ~ 1959년)과 결혼한다. 이 둘은 라이트의 삼촌 젠킨 로이드 존스의 모든 영혼의 교회에서 만나 1년 간의 교제 끝에 결혼했다. 설리번은 라이트에게 5년 간의 고용 계약을 제시하여 어린 부부를 경제적으로 도왔다. 라이트는 더 나아가서 설리번에게 "설리번 선생님, 제가 선생님 밑에서 5년 동안 일하길 원하시면, 작은 집을 지을 수 있는 돈을 빌려주실 수 있나요?"라고 부탁했다. 라이트는 설리번에게 빌린 5천 달러로 시카고 근교 일리노이주 오크 파크 시카고 가(Chicago Avenue)와 포레스트 가(Forest Avenue) 사이의 교차로 한쪽 모서리에 있는 공터를 사들였다. 그리고 그는 그 전에 살던 고딕 복고주의 양식의 주택은 그의 어머니에게 드리고, 자신의 새로운 가족이 살게 될 작은 싱글 양식(Shingle style)의 주택을 오크 파크에 지었다.

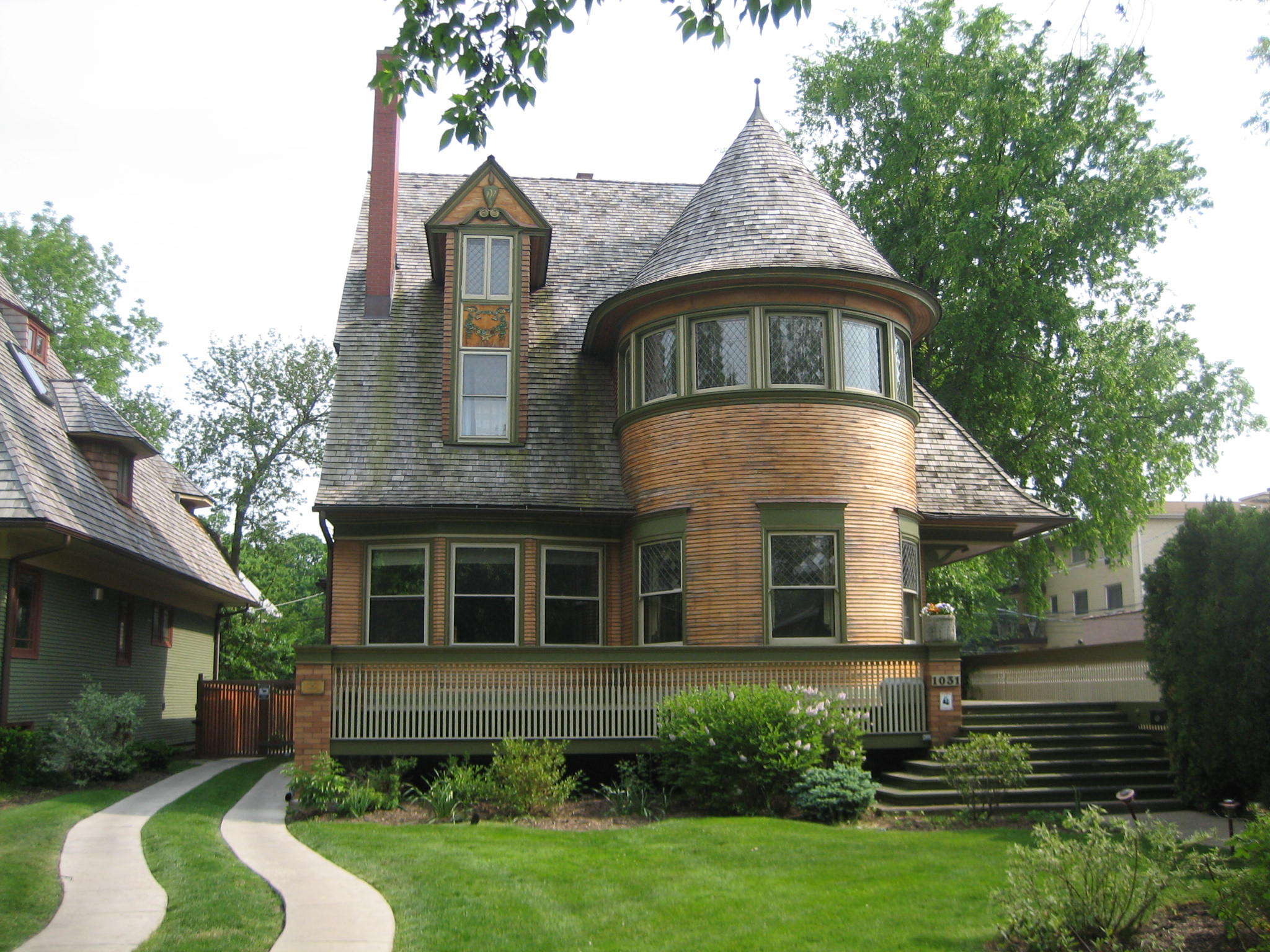
월터 게일 주택

애들러와 설리번이 건설한 오디토리움 빌딩 최상층인 17층의 1890년 평면도를 보면 설리번의 사무실 바로 옆에 라이트의 사무실이 있었다. 사실 이 사무실을 라이트가 설리번에게 추천하여 이 회사에 취업한 라이트의 친구이자 동료 제도공인 조지 엘름슬리와 같이 사용했다. 라이트는 수석 제도공이 되었고, 이 회사의 모든 주택 디자인을 담당했다. 엄밀히 말해서 이 회사는 주택 건축을 취급하지 않았는데, 중요한 상업 건축 프로젝트의 의뢰인이 부탁한 경우에만 주택 건축을 맡았다. 라이트는 업무 시간에는 중요한 의뢰를 담당하느라 바빴기 때문에 주택 디자인은 업무 시간 이후 저녁이나 주말에 그의 집에 있는 작업실에서 진행했다. 역사가 로버트 트웜블리(Robert Twombly)는 건축 양식을 잘 살펴보면 비록 라이트가 주택 디자인의 총책임자였지만 설리번이 전체적인 형태나 모티브를 결정했고, 종종 라이트의 임무는 설리번의 스케치를 구체화하는 정도로 축소되기도 했다고 한다. 이 시기에 라이트가 참여한 프로젝트는 미시시피주 오션 스프링스에 있는 루이스 설리번 방갈로(Louis Sullivan's bungalow, 1890년)와 제임스 A. 찬리 방갈로(James A. Charnley bungalow, 1890년), 시카고에 있는 베리-맥하그 주택(Berry-MacHarg House, 1891년), 루이스 설리번 주택(Louis Sullivan's House, 1892년), 제임스 A. 찬리 주택(James A. Charnley House, 1891년)이 있다. 이 다섯 건축물 중 찬리 가문의 의뢰로 세워진 두 건축물만 현재까지 남아있다.
한편 설리번의 융자금과 초과 수당에도 불구하고 라이트는 항상 돈이 부족했다. 라이트는 그가 비싼 옷과 차를 좋아하고 그의 집을 비싸게 꾸민 탓에 돈이 부족했다고 인정했다. 빚을 갚고 여유돈을 마련하기 위해서 라이트는 회사를 통하지 않고 개인적으로 적어도 9개의 주택 건축 의뢰를 받았다. 그가 나중에 "해적판" 주택이라고 부른 이 집들은 화려한 앤 여왕 시대 스타일과 식민지 시대 복고주의 스타일에 변화를 준 보수적인 형태였다. 그럼에도 불구하고 그 시대의 일반적인 건축 양식과 다르게 이 집들은 단순한 기하학적인 형태의 볼륨감과 절제된 요소가 강조되었다. 예를 들면, 여러 개의 창문을 가로로 길게 배치한 것, 외팔보, 그리고 개방된 평면도 등이 그러했는데, 이것들은 후에 그의 작품의 트레이드마크가 된다. 이 중 토마스 H. 게일 주택(Thomas H. Gale House), 로버트 P. 파커 주택(Robert P. Parker House), 조지 블러썸 주택(George Blossom House), 월터 게일 주택(Walter Gale House)를 포함한 8개의 주택은 아직까지 남아있다.
라이트가 애들러와 설리번에서 주택 건축을 하는 동시에 개인 시간에 혼자서 주택 건축을 진행하는 동안 설리번은 이에 대해 알지 못 했다. 1893년 설리번은 한 주택을 봤는데 이 주택은 그가 두말할 것 없이 프랭크 로이드 라이드가 디자인한 주택이었다. 이 집은 시카고 켄우드에 있는 설리번의 연립 주택에서 불과 한 블럭 거리에 있는 앨리슨 할랜(Allison Harlan)의 집이었다. 위치는 둘째치더라도 챈리 주택과 비슷한 주택 디자인의 구성과 발코니 트레이처리의 기하학적 순수함은 누가 봐도 라이트의 손길이 닿았다는 것을 알 수 있었다. 라이트의 5년 고용 계약은 회사를 통하지 않은 부업을 금지하고 있었기 때문에 라이트는 설리번의 건축 사무소를 떠나야했다. "프랭크 로이드 라이트 자서전"(Frank Lloyd Wright An Autobiography)에서 그는 부업이 계약 위반이라는 것을 몰랐다고 주장했다. 설리번이 라이트가 부업을 하고 있다는 사실에 크게 화가 나고 상처받아서 이후의 부업을 금지하고 5년 계약이 완료될 때까지 오크 파크에 있는 라이트 주택의 부동산 양도 증서를 주지 않겠다고 했다. 라이트는 상관의 적대감을 견딜 수 없었고 이 상황이 부당하다고 생각했다. 애들러는 "그가 연필을 던지고 애들러와 설리번 건축 사무소를 나간후 두번 다시 돌아오지 않았다"고 말했다. 라이트에게 좀 더 동정하는 입장이었던 애들러는 나중에 부동산 양도 증서를 보내주었다. 한편, 라이트는 그의 탤리어신 견습생이었던 애드거 태펠(Edgar Tafel)에게 설리번이 할랜 주택에 대한 사실을 알게 된 그 자리에서 바로 라이트를 해고했다고 말했다. 태펠은 라이트가 해적판 주택에 대한 계약서에 종종 세실 커윈에게 대신 서명해달라고 했다고 말했는데, 이는 라이트도 부업을 하면 안 된다는 사실을 알고 있었다는 것을 말한다. 또한 다른 여러 사건이 설리번과 라이트의 관계를 금가게 했다. 이러한 증언의 신뢰도에 상관없이 라이트와 설리번은 12년 동안 만나지도 대화를 나누지도 않았다.

### 과도기와 실험 (1893년 ~ 1900년)
애들러와 설리번을 떠난 라이트는 시카고 랜돌프 가에 있는 설리번이 디자인한 쉴러 빌딩 최상층에 자신의 건축 사무소를 차렸다. 라이트가 이 빌딩의 위치가 애들러와 설리번에서의 사무실을 생각나게 했기 때문에 이 빌딩에 사무실을 구했다. 세실 커윈이 라이트를 따라 이 사무실로 옮겨왔지만, 이 둘은 각자 독립적으로 일했고 서로를 파트너라고 생각하지 않았다.

## 주요 작품

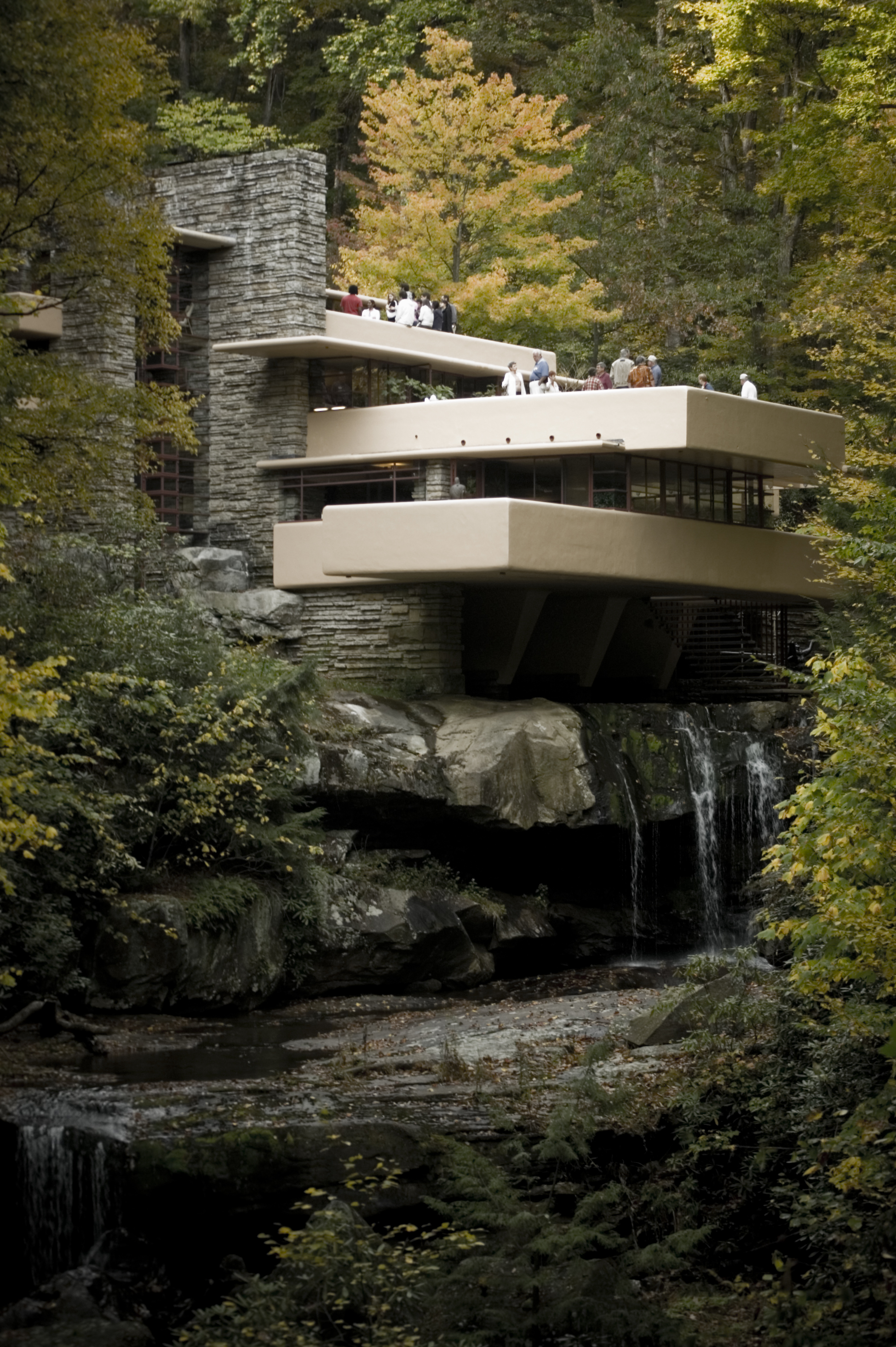
카우프만 저택 (낙수장)

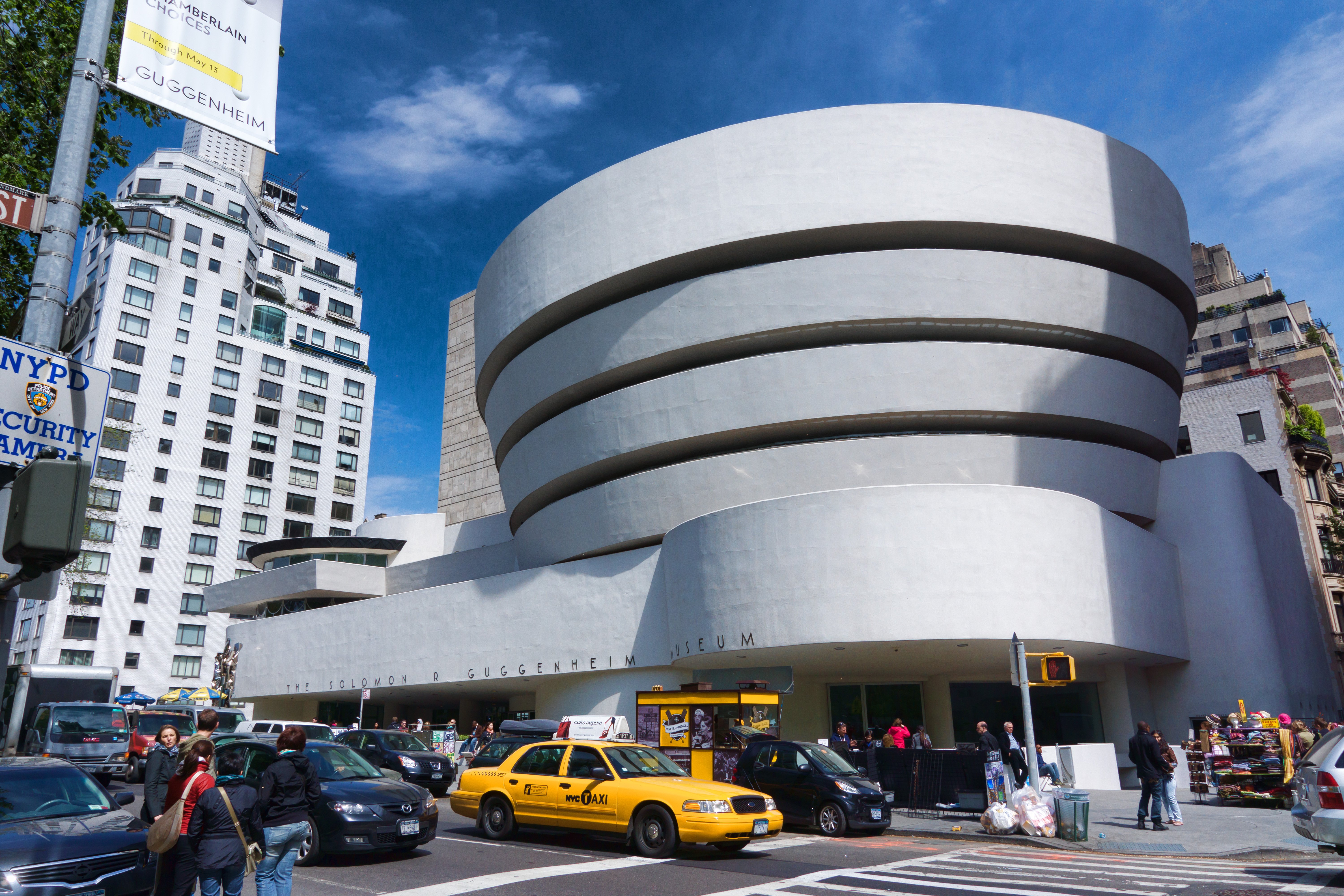
구겐하임 미술관

- 구겐하임 미술관
- 카우프만 저택 (낙수장)
- 라킨 빌딩
- 유니티 교회
- 탈리어센 웨스트
- 플로리다 서던 컬리지
- 존슨 빌딩
- 데이코쿠 호텔
- 자유학원
- 시티 내셔널 뱅크
- 100여채의 유소니언 주택

## 같이 보기
- 분류:프랭크 로이드 라이트의 건축물